# اسکاتومای سوسوزن

## اسکوتومای سوسوزن
هاله بصری مرتبط با میگرن
اسکوتوما سوسوزن هاله بصری رایجی است که برای اولین بار توسط پزشک قرن نوزدهم، هوبرت ایری (۱۸۳۸–۱۹۰۳) توصیف شد. این بیماری که از مغز منشأ می‌گیرد، ممکن است قبل از سردرد میگرنی به عنوان پیشدرامد آن بروز کند، اما می‌تواند به صورت سفالژیک (بدون سردرد) نیز رخ دهد که میگرن بینایی یا هاله میگرنی شناخته می‌شود. این بیماری اغلب با مشکلات شبکیه که منشأ آن از درون کره چشم یا حفره چشمی است، اشتباه گرفته می‌شود.

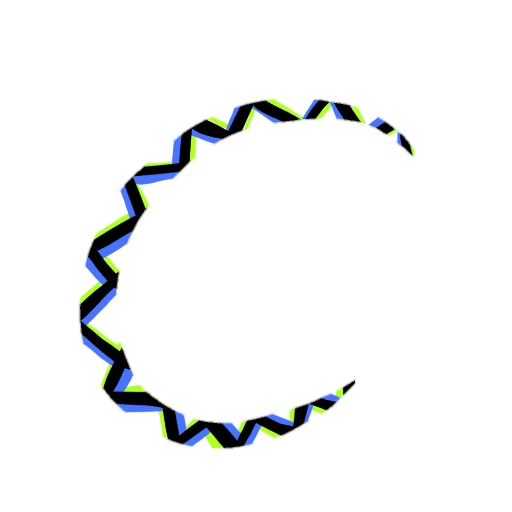
Artist's depiction of a scintillating scotoma, exhibiting a flashing visual pattern similar to dazzle camouflage used during WWI.

تصویر فوق یک تصویر هنری از یک اسکوتوما سوسوزن است که تلاش می‌کند الگوی بصری چشمک‌زنی را نشان می‌دهد که بیمار ممکن است در موقع بروز علایم مشاهده نماید.

## علائم و نشانه‌ها

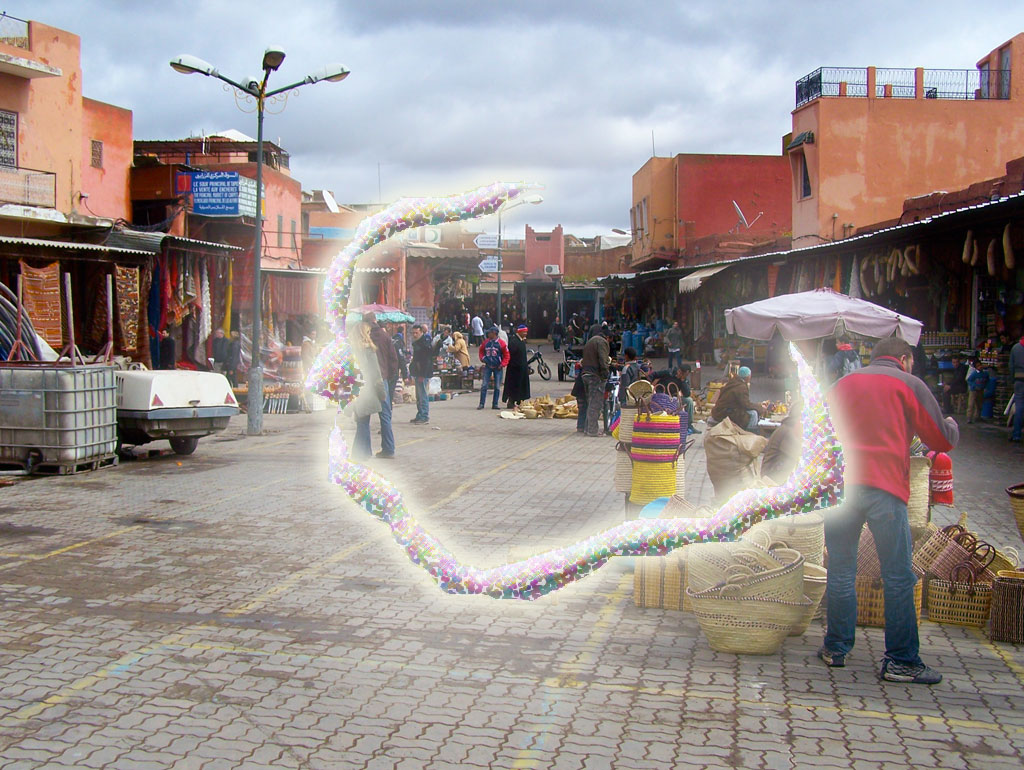
An artist's depiction of a scintillating scotoma with a bilateral arc

تصویر یک هنرمند از یک اسکوتوما سوسوزن با قوس دو طرفه در نگاره بالا دیده می‌شود. یک اسکوتومای چشمک زن ممکن است اختلاف زیادی با این تصویر داشته باشد، اما همانند آنچه در تصویر مشاهده می‌شود معمولاً به عنوان نقطه ای از نورهای سوسوزن نزدیک یا در مرکز میدان بینایی شروع می‌شود که دید در آن ناحیه را مختل می‌کند. این پدیده معمولاً هر دو چشم را تحت تأثیر قرار می‌دهد، زیرا این مشکل مختص یک چشم نیست و چون از مغز سرچشمه گرفته در هر دو چشم ناحیه ای از میدان دیده سوسو می‌زند (تاریک نیست). سپس هاله سوسوزن به تدریج از نقطه اولیه به سمت بیرون میدان دید منبسط می‌شود. بینایی فراتر از مرزهای اسکوتوم در حال گسترش، طبیعی باقی می‌ماند، ناحیه اسکوتوما ممکن است آنقدر گسترش یابد تا نیمی از میدان بینایی را اشغال کند. این اتفاق شاید دریک چشم یا ممکن است دو طرفه در هر دو چشم باشد، که اگر در یک چشم دیده شود به عنوان میگرن شبکیه و اگر در هر دو چشم دیده شود به عنوان میگرن بینایی در نظر گرفته خواهد شد. پس از اینکه اسکوتوم به ناحیه مرزی میدان بینایی رسید به نظر می‌رسد که از میدان دید خارج می‌شود. سپس ممکن است درد میگرن آغاز گردد یا یک علامت مجزا از میگرن سفالژیک یا بدون درد رخ دهد.

In teichopsia, migraine sufferers may see patterns that look like the shape of the walls of a star fort.

مبتلایان به میگرن ممکن است الگوهایی همانند تصویر فوق را ببینند که شبیه به شکل دیوارهای یک قلعه ستاره ای است.
با بزرگ شدن ناحیه اسکوتوما، برخی افراد فقط یک ناحیه سوسو زدن روشن را درک می‌کنند که دید طبیعیشان را مسدود می‌کند، در حالی که برخی دیگر مشاهده الگوهای مختلفی را توصیف می‌کنند، مشاهده یک قوس نورانی که ممکن است به تدریج بزرگتر شود، آشکارتر شود و ممکن است تا پیش از خروج از میدان بینایی به شکل یک الگوی زیگزاگی مشخص و رنگارنگ به نظر برسد. به دلیل شباهت آن به استحکامات یک قلعه یا دژ که از بالا دیده می‌شود ممکن است به آن هاله قلعه یا استحکاماتی نیز گفته شود.
این ناهنجاری بینایی ناشی از عملکرد غیرطبیعی بخش‌هایی از لوب پس سری در پشت مغز است، نه در چشم‌ها و نه هیچ جزء آن. اما علایم می‌تواند فقط در یک چشم رخ دهد که در این صورت با بستن چشم مبتلا در میدان دید چشم دیگر واضح نیست و به بیماری متفاوتی از میگرن شبکیه مرتبط باشد (فقط یک چشم).
این بیماری (در صورتی که میگرن شبکیه تک چشمی نباشد) خطرات سلامتی مضاعفی را متوجه بیمار نخواهد کرد و بعد از پایان علایم، بیمار تغیری در سلامت خود احساس نمی‌کند، اما باید توجه داشت که ممکن است هنگام وجود اسکوتوما رانندگی دشوار و خطرناک باشد. مدت زمان این اختلال بینایی معمولاً کمتر از ۴۵ دقیقه به طول انجامیده و سپس دید محیطی به شرایط طبیعی بازمی‌گردد.
در مواردی از مبتلایان خواسته می‌شود تا یک دفترچه خاطرات از شرایط محیطی (بوها، مواد خوراکی، وضعیت روانی و ..)، تاریخ‌ها و قسمت‌هایی از میدان دید که اسکوتوما در آن رخ می‌دهد، به علاوه طرح کوچکی از ناهنجاری را برای نشان دادن به پزشک نگه دارند، تا در تشخیص‌های بالینی مورد استفاده قرار گیرد. در این صورت پزشک می‌تواند با در دست داشتن یک گزارش، دوره‌های تکرار بیماری را تخمین زده و با بررسی و انجام آزمایشات تشخیصی، بهترین راهکار دارویی یا سبک زندگی را برای به حداقل رساندن حملات تجویز نماید.

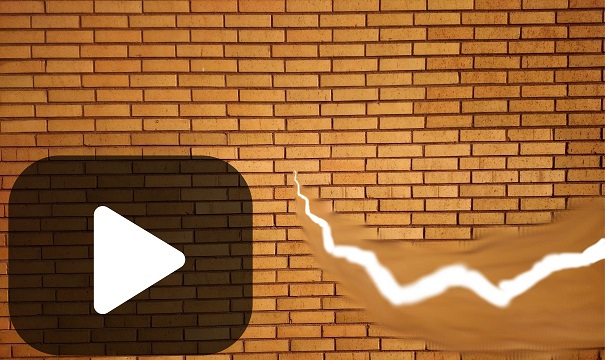
Flickering animation of a scintillating scotoma, where the scintillations were of a zigzag pattern starting in the center of vision, surrounded by a somewhat larger scotoma area with distortion of shapes but otherwise melting into the background similarly to the physiological blind spot
A depiction of a scintillating scotoma that was almost spiral-shaped, with distortion of shapes but otherwise melting into the background similarly to the physiological blind spot. This depiction shows the type of patterning that some have described as similar to Widmanstätten patterns.
A depiction of a scintillating scotoma that was almost spiral-shaped, with distortion of shapes but otherwise melting into the background similarly to the physiological blind spot

## علل
اسکوتوما سوسوزن معمولاً از قشر پسری مغز ریشه می‌گیرد، الگویی از تغییرات در رفتار اعصاب مغز به نوبه خود ممکن است ژنتیکی یا هرمونی باشند. افراد مبتلا به میگرن اغلب محرک‌های میگرنی را که شامل استرس، غذا، نوعی خاص از نورهای، خستگی، افسردگی و .. است به عنوان عامل آغازین گزارش می‌دهند. در موارد بسیاری مونوسدیم گلوتامات (MSG) اغلب به عنوان یک محرک در رژیم غذایی گزارش می‌شود، با این حال مطالعات علمی این ادعا را تأیید نمی‌کنند. به هر حال تشخیص علت دقیق میگرن چشمی دشوار است و اکثر افراد مبتلا تا ۷۰ درصد افرادی هستند که سابقه خانوادگی میگرن دارند. به گفته متخصصان سازمان بهداشت جهانی (WHO)، میگرن در اثر فعال شدن مکانیسمی در عمق قشر پسری مغز ایجاد می‌شود که منجر به ترشح مواد التهابی تولیدکننده درد در اطراف اعصاب و رگ‌های خونی سر می‌شود. مطالعات تغییرات جریان خون به مغز را در طول میگرن چشمی (میگرن شبکیه) و میگرن بینایی نشان داده است. اما اینکه چگونه و چرا این امر اتفاق می‌افتد، نامشخص است.
از علل رایج که می‌تواند سبب حمله میگرنی در افراد شود:
- MSG و سایر افزودنی‌های غذایی فرآوری شده
- برخی غذاها مانند پنیر کهنه و گوشت دودی
- شیرین کننده‌های مصنوعی
- برخی از نورهای روشن یا سوسوزن
- نوشیدنی‌های الکلی
- استرس و کمبود خواب
- دود سیگار
- کافئین
- عطر

## پیش آگهی
علائم معمولاً به تدریج طی ۵ تا ۲۰ دقیقه ظاهر می‌شوند و معمولاً کمتر از ۶۰ دقیقه به طول می‌کشند که منجر به سردرد در میگرن کلاسیک همراه با آئورا (نشانه بیماری) می‌شود یا بدون عواقب در میگرن سفالژیک برطرف می‌شود. برای بسیاری از مبتلایان، اسکوتوم سوسوزن ابتدا به عنوان یک پیش‌درآمد برای درد میگرن یا بدون درد در دوره‌هایی از زندگی تجربه می‌شود. به‌طور معمول اسکاتوما خود به خود در بازه زمانی کمتر از یک ساعت برطرف می‌شود و هیچ علامتی از خود باقی نمی‌گذارد، اگرچه برخی مبتلایان خستگی، تهوع و سرگیجه و احساس لختی یکطرفه را به عنوان عواقب آن گزارش می‌کنند.

## ریشه نام
جان فوترگیل، پزشک بریتانیایی، این بیماری را در قرن هجدهم توصیف کرد و آن را طیف استحکاماتی نامید. پزشک بریتانیایی هوبرت ایری در سال ۱۸۷۰ اصطلاح اسکوتوم سوسوزن را برای آن ابداع کرد. او این نام را از لاتین scintilla «جرقه» و یونانی باستان skotos «تاریکی» گرفته است. اصطلاحات دیگر برای این بیماری عبارتند از: طیف هندسی، استخوان ماهی، طاق نورمن، تیچوپسیا و تلهوپسیا.